# Toppers in concert 2013
Toppers In Concert 2013, The 1001 Night Edition is de naam van de concerten op 24, 25 & 26 mei 2013 van De Toppers in de Amsterdam ArenA en de gelijknamige cd en dvd.
Het kledingadvies bij het thema van dit jaar was Glitter Mystic with a Touch of Gold.
In de negende ArenA-editie van Toppers in Concert treden Gerard Joling, Jeroen van der Boom en René Froger opnieuw op in de ArenA. Ze worden bijgestaan door gastartiesten Grant & Forsyth, Najib Amhali, Jan Smit, 3JS, Tavares, Vengaboys, Ernst Daniël Smid, Danny Froger, Danny Nicolay, René Schuurmans, Robert Leroy, Wesley Klein en Factor 12. In totaal kwamen 204.698 bezoekers naar de drie concerten.
Bij het eerste concert op 24 mei werd er een Beatles-medley gedaan. Maar omdat het concert later dan 00.00h was afgelopen, hebben de Toppers deze medley geschrapt. 

## Tracklist

### CD

#### CD 1
1. Ouverture
2. 1001 Arabian Nights
3. Euphoria
4. Wals Lekker Mee Medley
5. Love Medley 2013
6. Classic Sing A Long
7. ABBA Medley 2013
8. Country Medley 2013
9. Echte Vrienden
10. Billy Joel Medley
11. Jordaan Medley 2013
12. All Time Disco Medley
13. André Hazes Medley 2013
14. Guus Meeuwis Medley 2013
15. 1001 nacht

#### CD 2
1. Dance Medley 2013
2. Soul Medley 2013
3. Eloise
4. 3JS Medley
5. Rock Medley 2013
6. Latin Fiesta Medley
7. Tavares Medley
8. Daar Sta Je Dan
9. Juffrouw Toos
10. Vengaboys Medley
11. 90's Medley
12. Polonaise Medley
13. Party Knallers Medley
14. Love Is All

### DVD

#### DVD 1
1. Ouverture
2. 1001 Arabian Nights
3. Euphoria
4. Wals Lekker Mee Medley
5. Love Medley 2013
6. Classic Sing A Long
7. ABBA Medley 2013
8. Country Medley 2013
9. Echte Vrienden
10. Billy Joel Medley
11. Jordaan Medley 2013
12. All Time Disco Medley
13. André Hazes Medley 2013
14. Guus Meeuwis Medley 2013
15. 1001 nacht
16. Halftime Show 2013 (Bonustrack)

#### DVD 2
1. Dance Medley 2013
2. Soul Medley 2013
3. Eloise
4. 3JS Medley
5. Rock Medley 2013
6. Latin Fiesta Medley
7. Tavares Medley
8. Daar Sta Je Dan
9. Juffrouw Toos
10. Vengaboys Medley
11. 90's Medley
12. Polonaise Medley
13. Party Knallers Medley
14. Love Is All
15. Over De Top 2013

## Concert

### Deel 1
1. Ouverture
2. 1001 Arabian Nights
3. Euphoria
4. Wals Lekker Mee Medley  
A. Zo Tussen De Mensen 
B. Ik Verscheurde Je Foto 
C. Een Man Mag Niet Huilen 
D. Je Loog Tegen Mij 
E. In De Hemel 
F. Oh Wat Is Het Toch Fijn Om Gelukkig Te Zijn
5. Love Medley 2013 (Studenten Frank Sanders Akademie) 
A. Don't Dream It's Over 
B. You 
C. Love Is All Around 
D. The Living Years
6. Classic Sing A Long (Ernst Daniël Smid/Studenten Frank Sanders Akademie/René Froger) 
A. Chianti Song 
B. Torreador 
C. O Sole Mio 
D. Au Fond Du Temple Saint 
E. Amigos Para Siempre
7. Abba Medley 2013 
A. Summer Night City 
B. Money, Money, Money  
C. The Winner Takes It All 
D. Does Your Mother Know 
E. Chiquitita 
F. Thank You For The Music
8. Country Medley 2013 (Grant & Forsyth/De Toppers) 
A. Rhinestone cowboy 
B. Stand By Your Man 
C. Jambalaya 
D. Islands In The Stream
9. Echte Vrienden (Jan Smit/Gerard Joling)
10. Billy Joel Medley (Jeroen van der Boom/René Froger) 
A. Piano man 
B. She's Always A Woman
11. Jordaan Medley 2013 (Najib Amhali/De Toppers) 
A. Geef Mij Maar Amsterdam 
B. Een Pikketanussie 
C. Aan De Voet Van Die Ouwe Wester 
D. Oh Johnny 
E. Zo, Zo, Zo Is De Jordaan  
F. Bij Ons In De Jordaan 
G. Geef Mij Maar Amsterdam
12. All Time Disco Medley 2013 
A. Don't Stop Til You Get Enough 
B. Dirty Ol' Man 
C. You And Me 
D. Yes Sir I Can Boogie
E. Crying At The Discotheque
13. André Hazes Medley 2013 
A. Jij Bent Het Leven Voor Mij 
B. Waarom 
C. Diep In Mijn Hart 
D. Zomer In Mijn Bol 
E. Het Is Tijd
14. Guus Meeuwis Medley 2013 
A. Verliefd zijn 
B. Zo Ver Weg 
C. Geef Mij Nu Je Angst 
D. Per Spoor 
E. Het Is Een Nacht 
F. Brabant 
G. 'T Dondert En 't Bliksemt
15. 1001 nacht

### Pauze
Halftime Show 2013
(Danny Froger / Danny Nicolay / René Schuurmans / Robert Leroy / Wesley Klein)

A. Ik Droom Alleen Nog Maar Van Jou 

B. Geef De Nacht Maar De Schuld 

C. Slavenkoor 

D. De Nacht Is Nog Zo Lang 

E. Van Voor Naar Achter 

F. Second Walz 

G. De Clown 

H. De Troubadour 

I. Tulpen uit Amsterdam 

J. Laat de zon in je hart 

K. Als Ik Haar Zie 

L. Delilah

### Deel 2
1. Dance Medley 2013 
A. Explode 
B. Don’t Stop The Music 
C. DJ Got Us Fallin In Love 
D. Hello 
E. Gangnam Style 
F. Titanium
2. Soul Medley 2013 
A. Signed, Sealed, Delivered 
B. Reet petite 
C. What A Wonderful World 
D. You Keep Me Hanging On 
E. Dancing In The Street
3. Elois (Gerard Joling)
4. 3JS Medley (3JS/Jeroen van der Boom) 
A. Betekenis 
B. Je Vecht Nooit Alleen 
C. Wiegelied
5. Rock Medley 2013(Jeroen van der Boom/René Froger) 
A. Far From Over 
B. The Eye Of The Tiger 
C. Viva La Vida 
D. Wonderwall 
E. Lola
6. Latin Fiesta Medley 2013 
A. Living La Vida Loca 
B. The Ketchup Song 
C. Macarena 
D. Mambo No. 5 (A Little Bit Of Monica In My Life) 
E. A Night Like This
7. Tavares Medley (Tavares) 
A. It Only Takes A Minute 
B. More Than A Woman 
C. Don’t Take Away The Music 
D. Heaven Must Be Missing an Angel
8. Daar Sta Je Dan (René Froger)
9. Juffrouw Toos
10. Vengaboys Medley (Vengaboys) 
A. We Like A Party 
B. Kiss 
C. We're going to Ibiza! 
D. Boom Boom Boom Boom 
E. Hot Hot Hot
11. 90's Medley 
A. Everybody’s Free 
B. Please Don’t Go 
C. What Is Love 
D. Rhythm Of The Night 
E. Gypsy Woman 
F. Finally 
G. Always There 
H. Touch Me There
12. Polonaise Medley 2013 (Factor 12/De Toppers) 
A. Als Het Gras Twee Kontjes Hoog Is 
B. Als het om de liefde gaat 
C. Boer Harms 
D. Geef Mij De Liefde En De Gein 
E. Willempie 
F. Een Kus Van U Meneer 
G. Kijk Eens In De Poppetjes Van Mijn Ogen 
H. Leo 
I. Oranje Boven
13. Party Knallers Medley
A. Ik Voel Me Zo Verdomd Alleen 
B. The A-Team Theme 
C. Jij Bent De Zon 
D. Het Is Stil Aan De Overkant 
E. Schatje Mag Ik Je Foto 
F. Midnight Special 
G. Sex Met Die Kale
14. Love Is All
15. Over De Top! 2013

## Hitnotering

### NederlandseAlbum Top 100
| Positie: | 19 | 34 | 47 | 28 | 91 | 99 | uit | 94 | 88 | 48 | 40 | uit | 90 | 88 | uit | 72 | uit | 88 | uit |

### Nederlandse DVD Top 30
| Hitnotering: 21-09-2013 t/m 18-10-2014 (week 1 t/m 57) Hitnotering: 01-11-2014 t/m 29-11-2014 (week 58 t/m 61) Hotnotering: 27-12-2014 t/m 17-01-2015 (week 62 t/m 65) Hitnotering: 30-05-2015 t/m 20-06-2015 (week 66 t/m 70) Hitnotering: 08-08-2015 (week 71) Hitnotering: 03-10-2015 (week 72) | Hitnotering: 21-09-2013 t/m 18-10-2014 (week 1 t/m 57) Hitnotering: 01-11-2014 t/m 29-11-2014 (week 58 t/m 61) Hotnotering: 27-12-2014 t/m 17-01-2015 (week 62 t/m 65) Hitnotering: 30-05-2015 t/m 20-06-2015 (week 66 t/m 70) Hitnotering: 08-08-2015 (week 71) Hitnotering: 03-10-2015 (week 72) | Hitnotering: 21-09-2013 t/m 18-10-2014 (week 1 t/m 57) Hitnotering: 01-11-2014 t/m 29-11-2014 (week 58 t/m 61) Hotnotering: 27-12-2014 t/m 17-01-2015 (week 62 t/m 65) Hitnotering: 30-05-2015 t/m 20-06-2015 (week 66 t/m 70) Hitnotering: 08-08-2015 (week 71) Hitnotering: 03-10-2015 (week 72) | Hitnotering: 21-09-2013 t/m 18-10-2014 (week 1 t/m 57) Hitnotering: 01-11-2014 t/m 29-11-2014 (week 58 t/m 61) Hotnotering: 27-12-2014 t/m 17-01-2015 (week 62 t/m 65) Hitnotering: 30-05-2015 t/m 20-06-2015 (week 66 t/m 70) Hitnotering: 08-08-2015 (week 71) Hitnotering: 03-10-2015 (week 72) | Hitnotering: 21-09-2013 t/m 18-10-2014 (week 1 t/m 57) Hitnotering: 01-11-2014 t/m 29-11-2014 (week 58 t/m 61) Hotnotering: 27-12-2014 t/m 17-01-2015 (week 62 t/m 65) Hitnotering: 30-05-2015 t/m 20-06-2015 (week 66 t/m 70) Hitnotering: 08-08-2015 (week 71) Hitnotering: 03-10-2015 (week 72) | Hitnotering: 21-09-2013 t/m 18-10-2014 (week 1 t/m 57) Hitnotering: 01-11-2014 t/m 29-11-2014 (week 58 t/m 61) Hotnotering: 27-12-2014 t/m 17-01-2015 (week 62 t/m 65) Hitnotering: 30-05-2015 t/m 20-06-2015 (week 66 t/m 70) Hitnotering: 08-08-2015 (week 71) Hitnotering: 03-10-2015 (week 72) | Hitnotering: 21-09-2013 t/m 18-10-2014 (week 1 t/m 57) Hitnotering: 01-11-2014 t/m 29-11-2014 (week 58 t/m 61) Hotnotering: 27-12-2014 t/m 17-01-2015 (week 62 t/m 65) Hitnotering: 30-05-2015 t/m 20-06-2015 (week 66 t/m 70) Hitnotering: 08-08-2015 (week 71) Hitnotering: 03-10-2015 (week 72) | Hitnotering: 21-09-2013 t/m 18-10-2014 (week 1 t/m 57) Hitnotering: 01-11-2014 t/m 29-11-2014 (week 58 t/m 61) Hotnotering: 27-12-2014 t/m 17-01-2015 (week 62 t/m 65) Hitnotering: 30-05-2015 t/m 20-06-2015 (week 66 t/m 70) Hitnotering: 08-08-2015 (week 71) Hitnotering: 03-10-2015 (week 72) | Hitnotering: 21-09-2013 t/m 18-10-2014 (week 1 t/m 57) Hitnotering: 01-11-2014 t/m 29-11-2014 (week 58 t/m 61) Hotnotering: 27-12-2014 t/m 17-01-2015 (week 62 t/m 65) Hitnotering: 30-05-2015 t/m 20-06-2015 (week 66 t/m 70) Hitnotering: 08-08-2015 (week 71) Hitnotering: 03-10-2015 (week 72) | Hitnotering: 21-09-2013 t/m 18-10-2014 (week 1 t/m 57) Hitnotering: 01-11-2014 t/m 29-11-2014 (week 58 t/m 61) Hotnotering: 27-12-2014 t/m 17-01-2015 (week 62 t/m 65) Hitnotering: 30-05-2015 t/m 20-06-2015 (week 66 t/m 70) Hitnotering: 08-08-2015 (week 71) Hitnotering: 03-10-2015 (week 72) | Hitnotering: 21-09-2013 t/m 18-10-2014 (week 1 t/m 57) Hitnotering: 01-11-2014 t/m 29-11-2014 (week 58 t/m 61) Hotnotering: 27-12-2014 t/m 17-01-2015 (week 62 t/m 65) Hitnotering: 30-05-2015 t/m 20-06-2015 (week 66 t/m 70) Hitnotering: 08-08-2015 (week 71) Hitnotering: 03-10-2015 (week 72) | Hitnotering: 21-09-2013 t/m 18-10-2014 (week 1 t/m 57) Hitnotering: 01-11-2014 t/m 29-11-2014 (week 58 t/m 61) Hotnotering: 27-12-2014 t/m 17-01-2015 (week 62 t/m 65) Hitnotering: 30-05-2015 t/m 20-06-2015 (week 66 t/m 70) Hitnotering: 08-08-2015 (week 71) Hitnotering: 03-10-2015 (week 72) | Hitnotering: 21-09-2013 t/m 18-10-2014 (week 1 t/m 57) Hitnotering: 01-11-2014 t/m 29-11-2014 (week 58 t/m 61) Hotnotering: 27-12-2014 t/m 17-01-2015 (week 62 t/m 65) Hitnotering: 30-05-2015 t/m 20-06-2015 (week 66 t/m 70) Hitnotering: 08-08-2015 (week 71) Hitnotering: 03-10-2015 (week 72) | Hitnotering: 21-09-2013 t/m 18-10-2014 (week 1 t/m 57) Hitnotering: 01-11-2014 t/m 29-11-2014 (week 58 t/m 61) Hotnotering: 27-12-2014 t/m 17-01-2015 (week 62 t/m 65) Hitnotering: 30-05-2015 t/m 20-06-2015 (week 66 t/m 70) Hitnotering: 08-08-2015 (week 71) Hitnotering: 03-10-2015 (week 72) | Hitnotering: 21-09-2013 t/m 18-10-2014 (week 1 t/m 57) Hitnotering: 01-11-2014 t/m 29-11-2014 (week 58 t/m 61) Hotnotering: 27-12-2014 t/m 17-01-2015 (week 62 t/m 65) Hitnotering: 30-05-2015 t/m 20-06-2015 (week 66 t/m 70) Hitnotering: 08-08-2015 (week 71) Hitnotering: 03-10-2015 (week 72) | Hitnotering: 21-09-2013 t/m 18-10-2014 (week 1 t/m 57) Hitnotering: 01-11-2014 t/m 29-11-2014 (week 58 t/m 61) Hotnotering: 27-12-2014 t/m 17-01-2015 (week 62 t/m 65) Hitnotering: 30-05-2015 t/m 20-06-2015 (week 66 t/m 70) Hitnotering: 08-08-2015 (week 71) Hitnotering: 03-10-2015 (week 72) | Hitnotering: 21-09-2013 t/m 18-10-2014 (week 1 t/m 57) Hitnotering: 01-11-2014 t/m 29-11-2014 (week 58 t/m 61) Hotnotering: 27-12-2014 t/m 17-01-2015 (week 62 t/m 65) Hitnotering: 30-05-2015 t/m 20-06-2015 (week 66 t/m 70) Hitnotering: 08-08-2015 (week 71) Hitnotering: 03-10-2015 (week 72) | Hitnotering: 21-09-2013 t/m 18-10-2014 (week 1 t/m 57) Hitnotering: 01-11-2014 t/m 29-11-2014 (week 58 t/m 61) Hotnotering: 27-12-2014 t/m 17-01-2015 (week 62 t/m 65) Hitnotering: 30-05-2015 t/m 20-06-2015 (week 66 t/m 70) Hitnotering: 08-08-2015 (week 71) Hitnotering: 03-10-2015 (week 72) | Hitnotering: 21-09-2013 t/m 18-10-2014 (week 1 t/m 57) Hitnotering: 01-11-2014 t/m 29-11-2014 (week 58 t/m 61) Hotnotering: 27-12-2014 t/m 17-01-2015 (week 62 t/m 65) Hitnotering: 30-05-2015 t/m 20-06-2015 (week 66 t/m 70) Hitnotering: 08-08-2015 (week 71) Hitnotering: 03-10-2015 (week 72) | Hitnotering: 21-09-2013 t/m 18-10-2014 (week 1 t/m 57) Hitnotering: 01-11-2014 t/m 29-11-2014 (week 58 t/m 61) Hotnotering: 27-12-2014 t/m 17-01-2015 (week 62 t/m 65) Hitnotering: 30-05-2015 t/m 20-06-2015 (week 66 t/m 70) Hitnotering: 08-08-2015 (week 71) Hitnotering: 03-10-2015 (week 72) | Hitnotering: 21-09-2013 t/m 18-10-2014 (week 1 t/m 57) Hitnotering: 01-11-2014 t/m 29-11-2014 (week 58 t/m 61) Hotnotering: 27-12-2014 t/m 17-01-2015 (week 62 t/m 65) Hitnotering: 30-05-2015 t/m 20-06-2015 (week 66 t/m 70) Hitnotering: 08-08-2015 (week 71) Hitnotering: 03-10-2015 (week 72) |
| Week: | 1 | 2 | 3 | 4 | 5 | 6 | 7 | 8 | 9 | 10 | 11 | 12 | 13 | 14 | 15 | 16 | 17 | 18 | 19 | 20 |
| --- | --- | --- | --- | --- | --- | --- | --- | --- | --- | --- | --- | --- | --- | --- | --- | --- | --- | --- | --- | --- |
| Positie: | 2 | 1 | 1 | 1 | 1 | 1 | 2 | 2 | 1 | 2 | 5 | 3 | 3 | 2 | 2 | 1 | 3 | 1 | 3 | 2 |
| Week: | 21 | 22 | 23 | 24 | 25 | 26 | 27 | 28 | 29 | 30 | 31 | 32 | 33 | 34 | 35 | 36 | 37 | 38 | 39 | 40 |
| Positie: | 1 | 5 | 3 | 6 | 4 | 3 | 6 | 11 | 8 | 11 | 6 | 8 | 5 | 8 | 7 | 9 | 1 | 2 | 8 | 8 |
| Week: | 41 | 42 | 43 | 44 | 45 | 46 | 47 | 48 | 49 | 50 | 51 | 52 | 53 | 54 | 55 | 56 | 57 | | 58 | 59 |
| Positie: | 4 | 9 | 11 | 8 | 12 | 9 | 6 | 7 | 7 | 11 | 7 | 12 | 14 | 9 | 14 | 16 | 19 | uit | 25 | 25 |
| Week: | 60 | 61 | | 62 | 63 | 64 | 65 | | 66 | 67 | 68 | 69 | 70 | | 71 | | 72 | | | |
| Positie: | 19 | 30 | uit | 19 | 14 | 19 | 25 | uit | 13 | 13 | 10 | 25 | 20 | uit | 29 | uit | 22 | uit | | |